# Major Alvega
Major Alvega é uma personagem fictícia, ás da aviação anglo-portuguesa da RAF (Royal Air Force, a Força Aérea britânica), e herói da série de banda desenhada que fez grande furor nas décadas de 1960 e 1970 em Portugal, aparecendo recorrentemente nas páginas de pequeno formato da revista juvenil "O Falcão".
No título original em inglês chamava-se "Battler Britton - England's Fighting Ace of Land, Sea and Air"  e foi criado em 1956 para a revista britânica Sun, por Mike Butterworth (argumento) e Geoff Campion (desenho) e chegou a ser desenhado por vários desenhistas de renome tais como, Hugo Pratt, José Ortiz, Dino Battaglia ou Luigi (Gino) D'Antonio para a editora Fleetway. Foi protagonista das mais variadas aventuras, todas caracterizadas por muita acção, suspense e um toque de humor, nas quais defrontou (e venceu) alguns dos mais importantes intervenientes da Segunda Guerra Mundial: Rommel, Goering, Hitler e Mussolini.
No entanto, numa época em que a censura (ao serviço de um Estado Novo fervorosamente nacionalista) obrigava todos os heróis do género a figurarem nomes portugueses (e por consequência alguma forma de ascendência lusa), o protagonista seria rebaptizado por Mário do Rosário, director da revista "O Falcão", e por Anthímio de Azevedo, o tradutor, para Jaime Eduardo de Cook e Alvega, um ribatejano por via paterna e inglês por via materna, que teria estudado em Coimbra, tendo também sido alterada a sua patente de tenente-coronel para Major.

## Série televisiva
O Major Alvega veria a sua última aventura impressa em 1987, mas acabaria por retornar num novo formato, a televisão. No fim da década de 1990 do século XX, a RTP daria nova vida ao personagem numa série que combinava atores verdadeiros, como Ricardo Carriço (Major Jaime Eduardo de Cook e Alvega), Rosa Bella (Fräulein Helga Schmidt), António Cordeiro (Coronel Helmut von Block) e Henrique Canto e Castro (Sir Hugh Dowding) com cenários de animação e a narração de Fernando Pessa. Produzida pela Miragem e realizada por Henrique Oliveira, a série constituiu um avanço importante em termos de originalidade e técnica de produção em Portugal, apesar da curta duração da mesma.